# 적갈색마자마사슴
적갈색마자마사슴(Mazama bricenii)은 사슴과에 속하는 작은 마자마사슴의 일종이다. 콜롬비아 북부와 베네수엘라 서부 지역 안데스산맥의 해발 고도 1000~3500m의 숲과 파라모 지대에서 발견된다. 한때는 작은붉은마자마사슴의 아종으로 취급되었지만, 1987년 이후 별도의 종으로 간주되고 있으며, 일부 학자들은 아종의 하나로 분류하기도 한다.